# 1850 في سويسرا
فيما يلي قوائم الأحداث التي وقعت خلال عام 1850 في سويسرا.

## سياسة

### انتهاء فترة المنصب
- 1 يناير – ألفرد إيشر رئيس المجلس الوطني السويسري  [لغات أخرى]‏.

## مواليد

### أبريل
- 19 أبريل – أوتو هاب طبيب عيون سويسري.

### يونيو
- 8 يونيو – نيكولاس جيربر كيميائي سويسري.
- 14 يونيو – سانتياغو روث

### أكتوبر
- 21 أكتوبر – هرمان مولر عالم نبات سويسري.

## وفيات

### مارس
- 6 مارس – جان باتيست جيرارد (مواليد 1765) تربوي سويسري.
- 14 مارس – فرانز هيجي (مواليد 1774) فنان سويسري.

### ديسمبر
- 13 ديسمبر – جيرمان هينري هيس (مواليد 1802) كيميائي سويسري.